# Ti lascio una canzone (quinta edizione)
La quinta edizione del talent show musicale Ti lascio una canzone è andata in onda in prima serata su Rai 1 dal 17 settembre al 23 dicembre 2011 con la conduzione di Antonella Clerici, affiancata dai giurati Massimiliano Pani, Orietta Berti e Francesco Facchinetti.

## Cast di giovani interpreti
- Beatrice Coltella (7 anni, Roma)
- Flavia Dinolfo (7 anni, Siculiana, (AG))
- Andrea Ascanio (8 anni, Veglie, (LE))
- Gaia Cauchi (8 anni, Mugiarro, (Malta))
- Rebeca Maria Neacșu (8 anni, Brașov, (Romania))
- Giacomo Ramundo (8 anni, Crispiano, (TA))
- Elena Soffietto (8 anni, Partinico, (PA))
- Giorgio Franzè (9 anni, Crotone)
- Valerio Monaco (9 anni, San Felice Circeo, (LT))
- Martina Di Florio (10 anni, Aradeo, (LE))
- Luana Frazzitta (10 anni, Mazara del Vallo, (TP))
- Angelica Mazzarini (10 anni, Roma)
- Anna Morganti (10 anni, San Giorgio di Pesaro, (PU))
- Ludovica Vatteroni (10 anni, Castelnuovo Magra, (SP))
- Ștefan Cristian Atîrgovițoae (11 anni, Iași, (Romania)) *
- Chiara Cannabona (11 anni, Miggiano, (LE))
- Maria Cristina Craciun (11 anni, Galați, (Romania))
- Irene Puzone (11 anni, Vergato, (BO))
- Gioele Albertella (12 anni, Fara Vicentino, (VI))
- Vincenzo Belfiore (12 anni, Messina)
- Fabrizio Bolpagni (12 anni, Cellatica, (BS))
- Adelaide Cavallaro (12 anni, Misterbianco, (CT))
- Anastasia Pacilio (12 anni, Grumo Nevano (NA),
- Giuseppe Picciallo (12 anni, Gravina di Puglia, (BA))
- Clara Savardi (12 anni, Varese)
- Maryam Tancredi (12 anni, Somma Vesuviana (NA),
- Simone Tuccio (12 anni, Gela, (CL))
- Giada Borrelli (13 anni, Roggiano Gravina, (CS))
- Nico Bruno (13 anni, Santa Maria di Licodia, (CT))
- Ludovico Creti (13 anni, Ferrara)
- Daniel Vicari (13 anni, Vaiano Cremasco, (CR))
- Michael Bonanno (14 anni, Naro, (AG))
- Nicola Cardinale (14 anni, Ginosa, (TA))
- Antonio Cocciolo (14 anni, Squinzano, (LE))
- Angela Fontana (14 anni, Casapesenna, (CE))
- Marianna Fontana (14 anni, Casapesenna, (CE))
- Sabrina Pesce (14 anni, Francavilla Marittima, (CS))
- Vittorio Sisto (14 anni, Pontecagnano Faiano, (SA))
- Alexandra Stanciu (14 anni, Focșani, (Romania))
- Ruxandra Tomulesei (14 anni, Iași, (Romania))
- Luana Fraccalvieri (15 anni, Santeramo in Colle, (BA))
- Andrea Amodio (16 anni, Paderno Dugnano, (MI))

*partecipanti allo Zecchino d'Oro

### Confermati come ospiti
- Giovanna Perna (9 anni, Cosenza) (edizione 3)
- Sofia Buresta (10 anni, Rimini) (edizione 2)
- Francesca Pallini (10 anni, Cortona, (AR)) (edizione 4)
- Viola Cristina (11 anni, Caltagirone, (CT)) (edizione 2) *
- Luigi Perchiazzi (11 anni, Bari) (edizione 3)
- Anastasia Franco (12 anni, Soverato, (CZ)) (edizione 4)
- Anna Giada Mameli (12 anni, Assemini, (CA)) (edizione 4)
- Sebastiano Cicciarella (13 anni, Avola, (SR)) (edizione 3) *
- Silvia Biondi (13 anni, Cosenza) (edizione 4)
- Giuseppe Di Lorenzo (13 anni, Sant'Antimo (NA), (edizione 4)
- Madalina Lefter (13 anni, Iași, (Romania)) (edizione 4)
- Stefano Ricci (13 anni, Anguillara Sabazia, (RM)) (edizione 4)
- Davide Rossi (13 anni, Poggio Bustone, (RI)) (edizione 4)
- Claudia Sciortino (13 anni, Palermo) (edizione 4)
- Simona Collura (14 anni, Favara, (AG)) (edizione 1)
- Ernesto Schinella (14 anni, Chiaravalle Centrale, (CZ)) (edizione 1) *
- Luigi Fronte (14 anni, Ragusa) (edizione 2)
- Mario Scucces (14 anni, Vittoria, (RG)) (edizione 2) *
- Antonio Celestino (14 anni, Rende, (CS)) (edizione 4)
- Giacomo Iraci (14 anni, Palermo) (edizione 4)
- Damiano Mazzone (14 anni, Catania) (edizione 4)
- Grazia Buffa (15 anni, Partinico, (PA)) (edizione 3)
- Rita Ciccarone (15 anni, Santeramo in Colle, (BA)) (edizione 4)
- Mattia Lever (15 anni, Zambana, (TN)) (edizione 4)
- Giuseppe Santorsola (15 anni, Bernalda, (MT)) (edizione 4)
- Andrea Faustini (16 anni, Roma) (edizione 1)
- Giovanni La Corte (16 anni, Caccamo, (PA)) (edizione 3)
- Arianna Lupo (16 anni, Marsala, (TP)) (edizione 3)
- Gabriele Tufi (17 anni, Roma) (edizione 1)
- Veronica Liberati (17 anni, Roma) (edizione 2)

*partecipanti allo Zecchino d'Oro

## Le "trasformazioni" di Antonella
- Prima puntata: Antonella si trasforma in una brasiliana e balla sotto le note de La merendera e di Tico-tico no fubá
- Seconda puntata: Antonella si trasforma in Cleopatra e balla sotto le note di Caravan petrol e di Walk like an Egyptian di The Bangles
- Terza puntata: Antonella si trasforma in una ballerina della disco music e balla sotto le note di successi degli anni settanta e ottanta
- Quarta puntata: Antonella si trasforma in una leonessa e balla sotto le note de Il cerchio della vita da Il re leone e di I Like to Move It da Madagascar
- Quinta puntata: Antonella si trasforma in un'indiana e balla sotto le note di Mundian To Bach Ke di Panjabi MC e di Jai Ho delle Pussycat Dolls feat. A.R. Rahman
- Sesta puntata: Antonella si trasforma in Crudelia De Mon e balla sotto le note di Crudelia De Mon da La carica dei 101 e di Chihuahua di DJ BoBo
- Settima puntata: Antonella si trasforma in uno zombie e balla sotto le note di Thriller di Michael Jackson e di Ghostbusters
- Ottava puntata: Antonella non fa nessuna esibizione, probabilmente per l'Alluvione di Genova del 4 novembre 2011.
- Nona puntata: Antonella si trasforma in Wonder Woman e balla sotto le note della sigla dell'omonimo telefilm
- Decima puntata: Antonella si trasforma in Capitano Uncino e balla con Francesco Facchinetti che canta La canzone del capitano

## Ospiti
- Prima puntata: Virna Lisi (ospite in giuria), Beppe Fiorello, Gaetano Triggiano, Gino Paoli
- Seconda puntata: Olivia Newton John, Gigi Proietti,  Burl
- Terza puntata: Fausto Leali, Zero Assoluto, Junge Junge!
- Quarta puntata: Orchestralunata, Loredana Bertè, Toquinho, Alex e Barti
- Quinta puntata: Nino Frassica, Anastacia, Rodrigo Guirao Díaz, Jean-Philippe Loupi
- Sesta puntata: Antoine, Gabriella Pession, Daniele Pecci, Gianluca Grignani
- Settima puntata: Mal, Ivana Spagna, Vanessa Hessler, Flavio Parenti, Moussier Tombola
- Ottava puntata: Dik Dik, Paola & Chiara
- Nona puntata: Peppino Di Capri, Marco Mengoni, Luca Canonici
- Decima puntata: Paul Anka, Shel Shapiro
- Undicesima puntata: Joseph Calleja, Little Tony, Cecilia Gasdia, Emma Marrone, Daniela Dessì, Umberto Tozzi
- Dodicesima puntata: Alessandra Amoroso, I Cugini di Campagna, Marco Vito, Alex Britti, Line Off, Syria, Stadio, Micaela Foti, Memo Remigi
- Quattordicesima puntata: Massimo Ranieri, Joseph Calleja, Daniela Dessì, Amii Stewart, Amedeo Minghi

## Canzoni finaliste
- Prima puntata: Parla più piano - Michael Bonanno e Giada Borrelli
- Seconda puntata: L'immensità - Giuseppe Picciallo
- Terza puntata: La voce del silenzio - Maryam Tancredi (1^ superfinalista dell'11ª puntata)
- Quarta puntata: Sei nell'anima - Luana Frazzitta
- Quinta puntata: Un amore così grande - Michael Bonanno e Giada Borrelli
- Sesta puntata: Con te partirò - Ludovico Creti e Rebeca Maria Neacșu
- Settima puntata: Profeta non sarò - Ștefan Cristian Atỉrgovitoae (2^ superfinalista dell'11ª puntata)
- Ottava puntata: Il canto della terra - Ludovico Creti e Rebeca Maria Neacșu
- Nona puntata: Il mare calmo della sera - Ludovico Creti e Rebeca Maria Neacșu
- Decima puntata: Casa bianca - Ștefan Cristian Atỉrgovitoae
- Undicesima puntata: Profeta non sarò - Ștefan Cristian Atỉrgovitoae (canzone vincitrice)

## Premio della giuria di qualità
Quest'anno la giuria deve consegnare in ogni puntata un premio, per l'interpretazione migliore della puntata.
- Prima puntata: Il nostro concerto - Nicola Cardinale
- Seconda puntata: Canzone per te - Ștefan Cristian Atỉrgovitoae
- Terza puntata: Le tasche piene di sassi - Beatrice Coltella
- Quarta puntata: Moondance - Gioele Albertella
- Quinta puntata: La vie en rose - Maria Cristina Craciun
- Sesta puntata: Hanno ucciso l'uomo ragno - I trenini (Andrea Ascanio, Giorgio Franzè e Valerio Monaco)
- Settima puntata: Lontano dagli occhi - Vincenzo Belfiore
- Ottava puntata: Memory - Giada Borrelli
- Nona puntata: Erba di casa mia - Nico Bruno
- Decima puntata: Una carezza in un pugno - Vittorio Sisto
- Undicesima puntata: Casa bianca - Beatrice Coltella

## Kantalatù
In questa edizione viene data la possibilità a ragazzi esterni di sfidare i ragazzi del cast sulla canzone vincitrice della puntata precedente:
- Seconda puntata: Parla più piano (eseguita da Federico Parisi e Laura Grillo)
- Terza puntata: L'immensità (eseguita da Mario Perretta)
- Quarta puntata: La voce del silenzio (eseguita da Dario Arena)
- Quinta puntata: Sei nell'anima (eseguita da Aurora Marcelli)
- Sesta puntata: Un amore così grande (eseguita da Antonio Augliera)

## Ascolti
| Puntata            | Messa in onda     | Telespettatori | Share  |
| ------------------ | ----------------- | -------------- | ------ |
| 1                  | 17 settembre 2011 | 4 342 000      | 21,27% |
| 2                  | 24 settembre 2011 | 4 211 000      | 20,36% |
| 3                  | 1º ottobre 2011   | 4 267 000      | 19,77% |
| 4                  | 8 ottobre 2011    | 4 358 000      | 20,11% |
| 5                  | 15 ottobre 2011   | 4 042 000      | 17,81% |
| 6                  | 22 ottobre 2011   | 4 416 000      | 19,21% |
| 7                  | 29 ottobre 2011   | 4 281 000      | 17,89% |
| 8                  | 5 novembre 2011   | 4 827 000      | 20,33% |
| 9                  | 12 novembre 2011  | 3 746 000      | 15,94% |
| Semifinale         | 19 novembre 2011  | 4 380 000      | 19,01% |
| Finale             | 26 novembre 2011  | 5 104 000      | 21,61% |
|                    |                   |                |        |
| La festa           | 3 dicembre 2011   | 5 256 000      | 23,26% |
| Il meglio          | 10 dicembre 2011  | 3 283 000      | 16,77% |
| Speciale Natalizio | 23 dicembre 2011  | 4 682 000      | 19,54% |
| Media              | Media             | 4 371 000      | 19,47% |

- L'ultima puntata, del 23 dicembre 2011, riguarda uno speciale natalizio, mentre il 3 ed il 10 dicembre riguardano rispettivamente la festa ed il meglio dell'edizione del programma.

## Ti lascio una canzone - Smile
Dalla seconda puntata in poi, viene trasmesso dopo la consueta puntata di Ti lascio una Canzone, il varietà Ti lascio una Canzone smile. Questo varietà mostra le più belle immagini della serata appena conclusa, e delle immagini inedite delle prove per la puntata e qualche momento del backstage.